# Kaniv
Kaniv (ukrajinsky Канів) či Kaněv (rusky Канев [kaňjef]; polsky Kaniów) je město v Čerkaské oblasti na střední Ukrajině, přístav na pravém břehu Dněpru, mezi Čerkasy (cca 80 km) a Kyjevem (130 km). Po administrativně-teritoriální reformě v červenci 2020 patří do Čerkaského rajónu, do té doby bylo centrem Kanivského rajónu. Žije zde přibližně 23 tisíc obyvatel, v roce 2006 zde žilo 26 108 obyvatel.

## Dějiny
O Kaněvě je zmínka již v pateriku Kyjevskopečerské lávry (okolo roku 1078). Jeho poloha na Dněpru z něj učinila zastávku na trase z Novgorodu do Byzance.

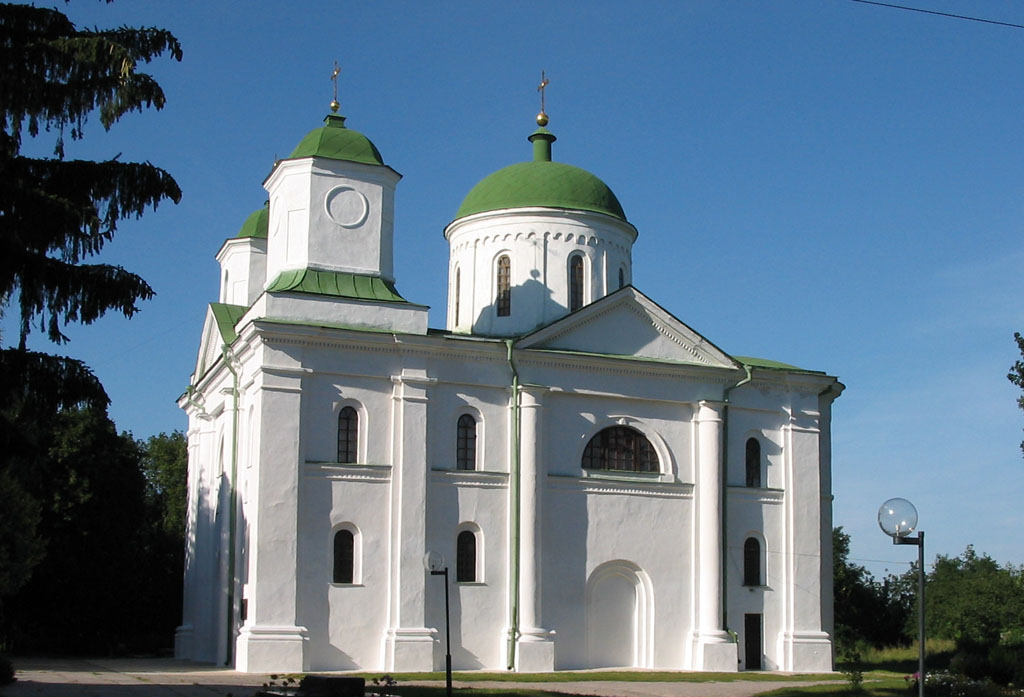
Heorhijivskyj (Uspenskyj) sobor, založen r. 1144.

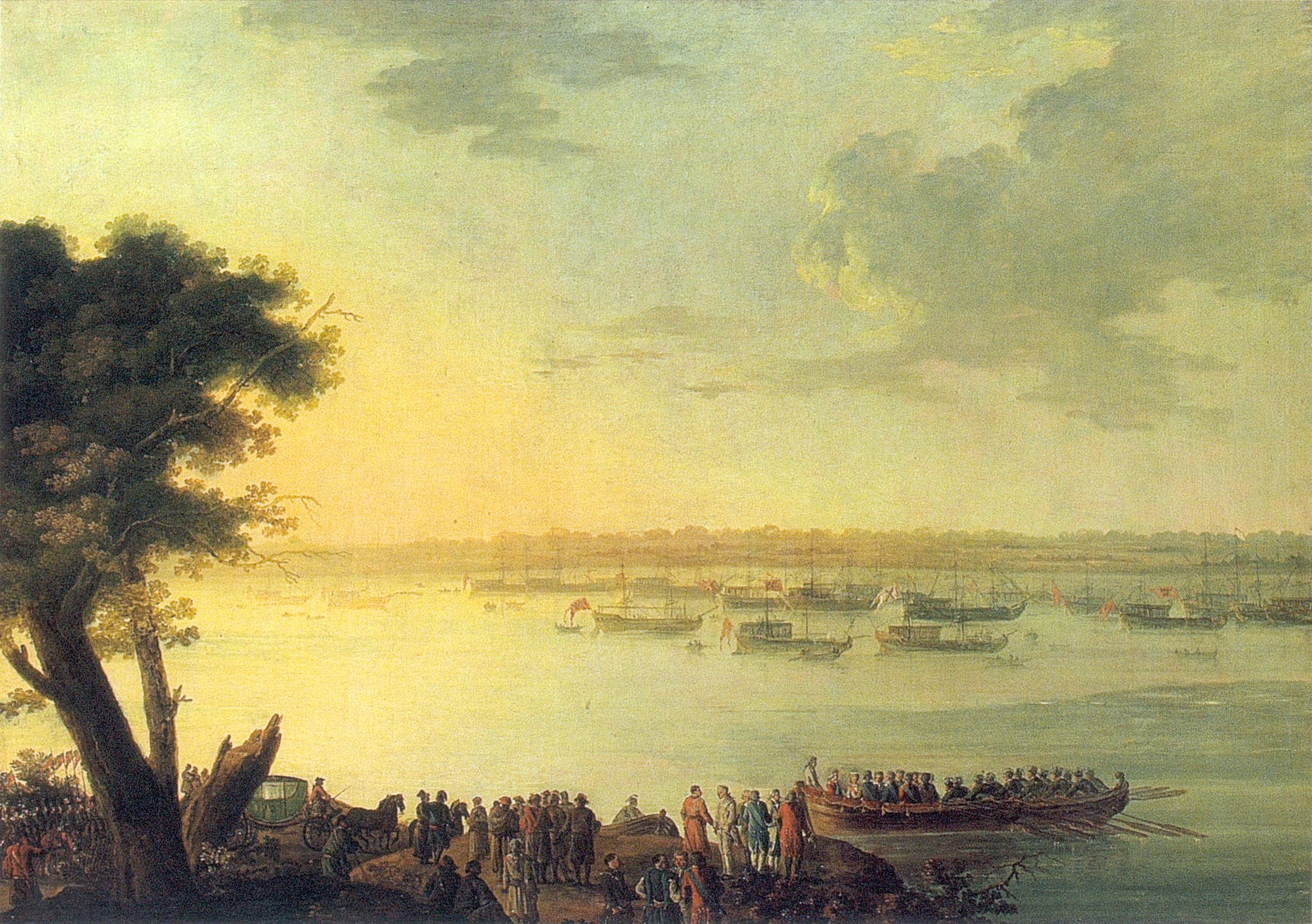
Jan Bogumił Plersch: Odjezd Kateřiny II. z Kaněva

Od 16. století byl Kaniv součástí Kyjevského vojvodství I. Rzeczpospolité. Roku 1600 přijalo Magdeburské právo. Během kozáckého povstání roku 1648 dobyl město načas Bohdan Chmelnický, při bouři „hajdamáků“ v roce 1768 pak Maksym Zalizňak. Roku 1775 se městečko stalo majetkem posledního polského krále Stanislava A. Poniatowského, který se zde roku 1787 setkal s ruskou carevnou Kateřinou II. Velikou. Jejímu impériu již o 6 let později – po druhém dělení Polska – patřila většina Ukrajiny.
Koncem 19. století mělo město 8855 obyvatel, z toho dvě třetiny tvořili Ukrajinci, třetinu Židé, několik procent pak Rusové a další.
Během osvobozovacích bojů 2. světové války probíhala v okolí města tzv. Korsuň-ševčenkovská operace. Roku 1972 bylo naplněno jezero mohutné Kaněvské přehrady (o rozloze 675 km²), jejíž hráz stojí poblíž města.

## Současnost
Kaniv je poklidné město s říčním přístavem a potravinářským, především mlékárenským průmyslem. Železnice sem nebyla nikdy zavedena, je však provozována lodní doprava na přehradě Kanivské vodní elektrárny a s okolím existuje časté autobusové spojení. Je zde muzeum Tarase Ševčenka a lidového umění.

## Osobnosti
- Na kopci nad městem je pohřben nejznámější ukrajinský básník – Taras Ševčenko (1814–1861). V roce 1978 se poblíž jeho hrobu upálil Oleksa Hirnyk na protest proti rusifikaci Ukrajiny; roku 2007 mu bylo in memoriam uděleno vyznamenání „Hrdina Ukrajiny“.
- Mikołaj Bazyli Potocki (1707 nebo 1708—1782), polsko-ukrajinský mecenáš a kanivský starosta.

## Zajímavosti
- V roce 2023 byla publikována odborná práce o objevu prvního známého ptakoještěra z Ukrajiny, objeveného nedaleko tohoto města.[3]

## Partnerská města
- Võru, Estonsko
- Viersen, Německo
- Człuchów, Polsko